# Mesochorus culmosus
Mesochorus culmosus är en stekelart som beskrevs av Dasch 1974. Mesochorus culmosus ingår i släktet Mesochorus och familjen brokparasitsteklar. Inga underarter finns listade i Catalogue of Life.